# Platt Fields Park

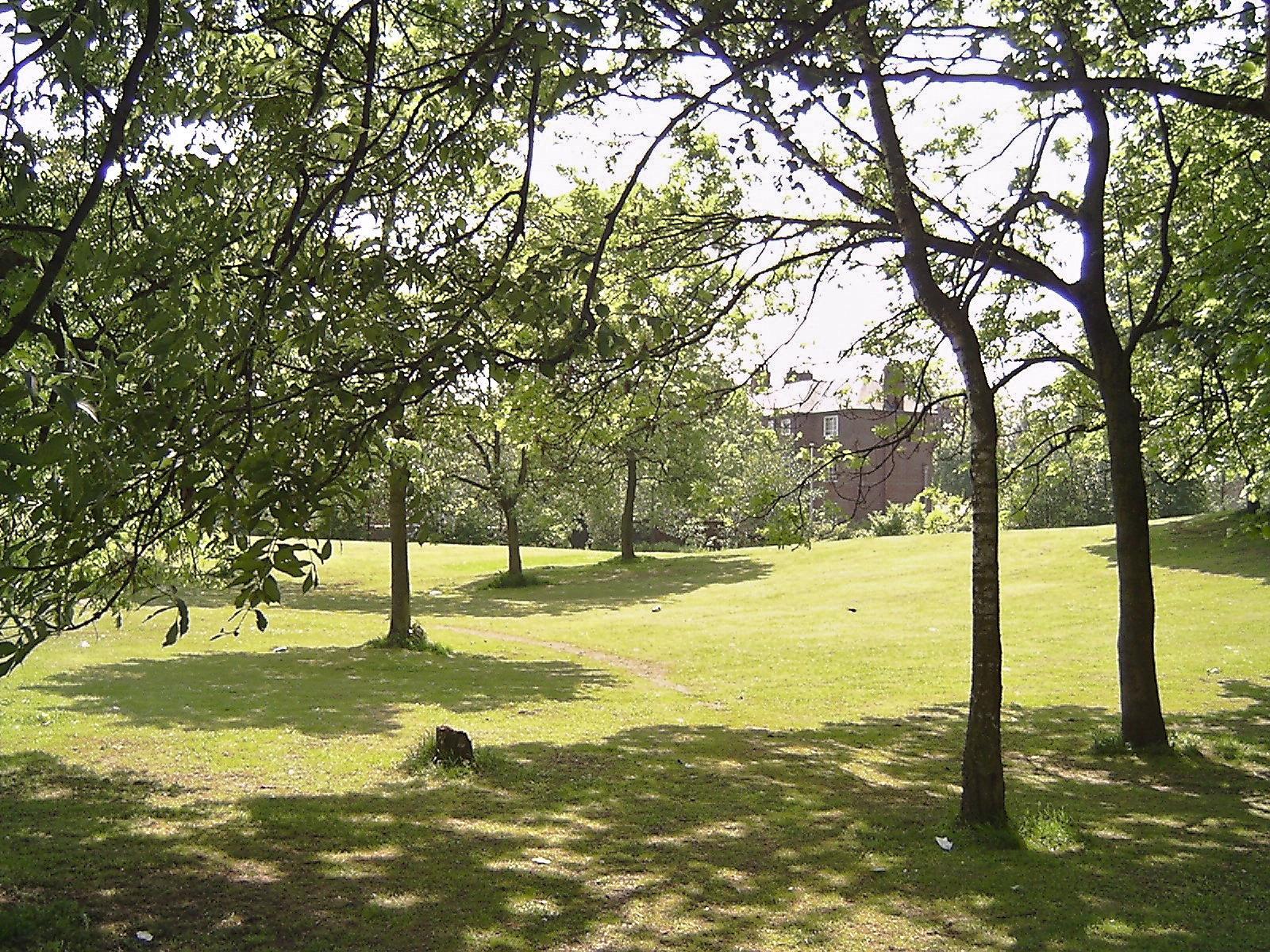
Vue de Platt Fields Park

Platt Fields Park est un grand parc public située le long de la Wilmslow Road à Rusholme, à Manchester, en Angleterre. On y trouve le Platt Hall, originellement connu comme le Platt Estate ou le Platt Hall Estate.